# Kang Min-ah
Đây là một tên người Triều Tiên, họ là Kang.
Kang Min-ah (tiếng Hàn: 강민아; sinh ngày 20 tháng 3 năm 1997) là nữ diễn viên người Hàn Quốc. Cô được biết đến với bộ phim truyền hình 2014 Schoolgirl Detectives và Vẻ đẹp đích thực.

## Tiểu sử

### Giáo dục
- Trường trung học cơ sở Ogeum (오금중학교) – Đã tốt nghiệp
- Trường trung học phát thanh truyền hình Seoul (서울방송고등학교), Khoa Giải trí Phát thanh Truyền hình – Đã tốt nghiệp

## Danh sách phim

### Phim
| Năm  | Nhan đề        | Vai diễn         | Ghi chú   | Ng.   |
| ---- | -------------- | ---------------- | --------- | ----- |
| 2014 | Man in Love    | Song-ji          | Vai phụ   | [ 3 ] |
| 2014 | The Huntresses | So-woong khi trẻ | Vai phụ   |       |
| 2016 | Hiya           | Choi Han-joo     | Vai phụ   | [ 4 ] |
| 2018 | Park Hwa-young | Eun Mi-jung      | Vai chính |       |

### Phim truyền hình
| Năm     | Nhan đề                                   | Tên tiếng Hàn | Vai diễn      | Ghi chú   | Ng.    |
| ------- | ----------------------------------------- | ------------- | ------------- | --------- | ------ |
| 2020    | The Temperature Of Language: Our Nineteen | tvN D         | Han Yu-ri     | Vai chính | [ 5 ]  |
| 2020    | Memorist                                  | tvN           | Sul Cho-won   | Vai phụ   | [ 6 ]  |
| 2020–21 | Vẻ đẹp đích thực                          | tvN           | Choi Soo-ah   | Vai phụ   | [ 7 ]  |
| 2021    | Vượt ra tội ác                            | JTBC          | Kang Min-jung | Vai phụ   | [ 8 ]  |
| 2021    | Chờ mùa xuân xanh                         | KBS2          | Kim So-bin    | Vai chính | [ 9 ]  |
| 2023    | Gaus Electronics                          | ENA           | Geon Gang-mi  | Vai chính | [ 10 ] |

### Phim chiếu mạng
| Năm  | Nhan đề | Nền tảng | Vai diễn   | Ghi chú   | Ng.    |
| ---- | ------- | -------- | ---------- | --------- | ------ |
| 2022 | Miracle | WAVVE    | Lee So-rin | Vai chính | [ 11 ] |

### Video âm nhạc
| Năm  | Tên bài hát                                               | Ca sĩ         | Ng.     |
| ---- | --------------------------------------------------------- | ------------- | ------- |
| 2013 | "You and I" (너와 나)                                     | Yoo Seung-woo | Youtube |
| 2018 | "Wait a sec" (잠깐)                                       | Andup         | Youtube |
| 2018 | "Additional"                                              | Paul Kim      | Youtube |
| 2020 | "I still love you a lot" (거짓말이라도 해서 널 보고 싶어) | Baek Ji-young | Youtube |
| 2022 | "Press" (누른다) (re;code Episode Ⅸ)                      | Kim Na-young  | Youtube |